# 洛雷纳
洛雷纳是巴西圣保罗州的一个市镇。总面积395.776平方公里，总人口87109人，人口密度220.1人/平方公里。